# Relaciones Estados Unidos-Letonia
Las relaciones Estados Unidos-Letonia son las relaciones diplomáticas entre Estados Unidos y Letonia.

## Historia
Los Estados Unidos establecieron relaciones diplomáticas con Letonia el 28 de julio de 1922. La Legación de los Estados Unidos en Riga se estableció oficialmente el 13 de noviembre de 1922, y sirvió como sede para la representación de los Estados Unidos en los Países Bálticos durante la interguerra. era. La invasión soviética forzó el cierre de la legación el 5 de septiembre de 1940, pero la representación letona en los Estados Unidos ha continuado ininterrumpidamente durante 85 años. Los Estados Unidos nunca reconocieron la incorporación forzosa de Letonia en la URSS y consideran al gobierno actual de Letonia como una continuación legal de la república de entreguerras.

## Estatus actual
Letonia y los Estados Unidos han firmado tratados sobre inversión, comercio, protección de la propiedad intelectual, extradición, asistencia legal mutua y evitación de doble imposición. Letonia ha disfrutado del trato de nación más favorecida con los Estados Unidos desde diciembre de 1991.
Según el Informe de liderazgo global de EE. UU. de 2012, el 30% de letones aprueba el liderazgo de EE. UU., con un 30% de desaprobación y un 39% de incertidumbre.
Los principales funcionarios de la Embajada de los Estados Unidos incluyen:
- Embajador Nancy Bikoff Pettit
- Jefe de misión adjunto Sharon Hudson-Dean

La Embajada de los Estados Unidos en Letonia se encuentra en Riga.